# Boaz (Wisconsin)
Boaz è un comune degli Stati Uniti, situato in Wisconsin, nella Contea di Richland.